# Maxime Bouet
Maxime Bouet (født 3. november 1986 i Belley) er en fransk forhenværende professionel cykelrytter.